# Варко деле Кјапе (Салерно)
Варко деле Кјапе је насеље у Италији у округу Салерно, региону Кампанија.
Према процени из 2011. у насељу је живело 25 становника. Насеље се налази на надморској висини од 758 м.